# (2575) Bulgaria
(2575) Bulgaria est un astéroïde de la ceinture principale.

## Description
(2575) Bulgaria est un astéroïde de la ceinture principale. Il fut découvert le 4 août 1970 à Naoutchnyï par Tamara Smirnova. Il présente une orbite caractérisée par un demi-grand axe de 2,24 UA, une excentricité de 0,12 et une inclinaison de 4,7° par rapport à l'écliptique.

## Nom
Cet astéroïde a été nommé d'après le pays européen, la Bulgarie. À l'époque de sa nomination, en 1984, la Bulgarie s'appelait République populaire de Bulgarie (1946-1990).

## Compléments